# Eddie Rabbitt
Edward Thomas "Eddie" Rabbitt, född 27 november 1941 i Brooklyn i New York, död 7 maj 1998 i Nashville, Tennessee, var en amerikansk countrymusiker. 
Rabbitt inledde sin karriär som låtskrivare i Nashville i slutet av 1960-talet. Han skrev låtar som Elvis Presleys "Kentucky Rain" (1969) och Ronnie Milsaps "Pure Love" (1974). 1975 fick han skivkontrakt med Elektra Records och gav ut debutalbumet Eddie Rabbitt. Höjdpunkten av hans karriär var i början av 1980-talet då han hade hitar som "Drivin' My Life Away", "I Love a Rainy Night", "Step by Step" och "You and I", den senare en duett med Crystal Gayle. 
Rabbitt fick 1997 diagnosen lungcancer och han avled året därpå.

## Diskografi (urval)
Studioalbum
- 1975 – Eddie Rabbitt
- 1976 – Rocky Mountain Music
- 1977 – Rabbitt
- 1978 – Variations
- 1979 – Loveline
- 1980 – Horizon
- 1981 – Step by Step
- 1982 – Radio Romance
- 1984 – The Best Year of My Life
- 1986 – Rabbitt Trax
- 1988 – I Wanna Dance with You
- 1990 – Jersey Boy
- 1991 – Ten Rounds
- 1997 – Beatin' the Odds
- 1998 – Songs from Rabbittland

Singlar (nummer 1 på Billboard Hot Country Songs)
- 1976 – "Drinkin' My Baby (Off My Mind)"
- 1978 – "You Don't Love Me Anymore"
- 1978 – "I Just Want to Love You"
- 1979 – "Every Which Way but Loose"
- 1979 – "Suspicions"
- 1980 – "Gone Too Far"
- 1980 – "Drivin' My Life Away"
- 1980 – "I Love a Rainy Night"
- 1981 – "Step by Step"
- 1980 – "Someone Could Lose a Heart Tonight"
- 1982 – "You and I" (med Crystal Gayle)
- 1983 – "You Can't Run from Love"
- 1985 – "The Best Year of My Life"
- 1986 – "Both to Each Other (Friends and Lovers)" (med Juice Newton)
- 1988 – "I Wanna Dance with You"
- 1988 – "The Wanderer"
- 1989 – "On Second Thought"

## Utmärkelser
- 1977 – Academy of Country Music Awards – Top New Male Vocalist
- 1979 – Music City News – Country Songwriter of the Year
- 1979 – BMI (Broadcast Music, Inc.) – Robert J. Burton Award (Suspicions)
- 1980 – BMI – Song of the Year (Suspicions)
- 1981 – American Music Award – Best Pop Male Vocalist
- 1996 – BMI – Three Million-Air Award (I Love a Rainy Night)
- 1996 – BMI – Two Million-Air Award (Kentucky Rain)
- 1998 – Nashville Songwriters Foundation – Nashville Songwriters Hall of Fame